# American Pharoah
American Pharoah (potro em 02 de fevereiro de 2012) é um cavalo de corridas puro-sangue americano que ganhou a Tríplice Coroa Americana e a Breeders' Cup Classic em 2015. Ele foi criado e pertenceu ao longo de sua carreira ao empresário americano-egípcio Ahmed Zayat do estábulo Zayat, foi treinado por Bob Baffert e montado na maioria de suas corridas pelo jockey Victor Espinoza. Ele foi o primeiro vencedor da Tríplice Coroa desde Affirmed em 1978 e apenas o décimo segundo na história.
Depois de um início ruim, onde foi derrotado em sua corrida de estreia, Pharoah iniciou uma sequência de vitórias e se manteve invicto desde então. Uma lesão o deixou fora da Breeders' Cup Juvenil, mas mesmo assim acabou ganhando um prêmio de melhor cavalo masculino com dois anos de idade.
Sua campanha em 2015 começou com vitórias na Rebel Stakes e no Arkansas Derby. Depois ele faturou o Kentucky Derby e o Preakness Stakes. No dia 6 de junho faturou a Tríplice Coroa com uma vitória no Belmont Stakes. Seu tempo foi o segundo mais rápido entre todos os 12 vencedores da tríplice coroa, ficando atrás apenas de Secretariat. Depois de dois meses parado, desafiou os cavalos mais velhos na Breeders' Cup Classic e venceu com tempo recorde para a distância pecorrida. No final do ano de 2015 foi anunciada sua aposentadoria.

## História
American Pharoah é um potro de cor marrom-avermelhada com crina preta com uma pequena marca branca na testa. Ele é da segunda safra de potros de Pioneer do Nilo, que terminou em segundo no Kentucky Derby de 2009. A genitora de American Pharoah, Littleprincessemma, foi comprada pela Zayat em 2007 por US$ 250.000. Ela correu, mas não ganhou nenhuma das suas duas provas em 2008. Desde o seu nascimento, ela produziu mais dois irmãos para o Pharoah: um filhote nascido em 2014, e um potro, nascido em 2015.
American Pharoah foi criado em Kentucky por seu dono, Ahmed Zayat, CEO da Zayat Stables, LLC. Seu nascimento ocorreu com cerca de 11 meses de gestação, às 11 horas do Dia da Marmota, 2 de fevereiro de 2012, em Winchester, Kentucky, na fazenda Stockplace de Tom VanMeter. Quando ele tinha alguns dias de idade, ele e Littleprincessemma foram para a vizinha Pretty Run Farm, também de propriedade da VanMeter, onde permaneceram por alguns meses. Mais tarde, a égua e o potro foram transferidos para Vinery, outra fazenda em Lexington, onde o Pioneerof Nile estava internado. Lá, Pharoah foi desmamado aos cinco meses de idade e se destacou dos outros desmamados devido à sua conformação e bom temperamento.

### Nome
O nome do Americano Pharoah foi inspirado no nome de seu pai, Pioneerof the Nile. Seu dono, de origem egípcia, também influenciou na escolha do nome. Durante o registro houve um erro na grafia de "Pharaoh", mas que acabou não sendo corrigida. Seu dono Zayat chegou a afirmar que os responsáveis pelo registro haviam errado a grafia, mas estes se defenderam alegando que a solicitação do registro do nome foi feita de forma eletrônica onde provaram que já estava escrito errado. Mais tarde Zayat retirou sua declaração e admitiu o equívoco.
A esposa de Zayat, Joanne, deu uma outra explicação para a origem do nome a um repórter pouco antes do Preakness Stakes. O filho de Zayat, Justin, realizou um concurso nas mídias sociais onde os fãs poderiam enviar sugestões de nomes para o cavalo. O vencedor havia enviado "Pharaoh" com os erros ortográficos, disse ela. Justin copiou e colou o nome em um e-mail e enviou para o registro sem a devida correção. Marsha Baumgartner, vencedora do concurso, disse ter conferido o que escreveu e não admitiu o erro.
Devido ao grande número de vitórias e sucesso do cavalo, o Jockey Club reservou ambas as grafias para evitar que um nome semelhante fosse copiado futuramente.

## Carreira de corrida

Uniforme do estábulo Zayat

### 2014: Temporada de dois anos de idade
Em sua corrida de estreia, Pharoah chegou a estar na segunda colocação, mas acabou terminando a disputa em quinto lugar. Ele correu com Antolhos, que pareciam irritá-lo. Seu treinador Bob Baffert então os retirou, bem como tampões de algodão dos ouvidos, para as corridas seguintes. Apesar da derrota, o cavalo subiu na categoria de apostas e era o segundo favorito em na corrida de Del Mar Futurity. Montado pela primeira vez por Victor Espinoza, American Pharoah assumiu a liderança já no início e não deixou sua primeira vitória escapar.
Em 27 de setembro ele foi colocado como favorito na Frontrunner Stakes e, assim como na corrida anterior, assumiu a ponta desde o início onde permaneceu até o final. Após a corrida, o jockey Victor Espinoza disse: "Ele estava em uma alta velocidade de cruzeiro. Ele tem uma longa passada. Ele se move muito bem e é bem leve." Baffert também comentou: "Eu não posso acreditar em seu comportamento, como ele mudou desde a sua primeira corrida. Ele é tão profissional."
Ainda em 2014 o objetivo era disputar a Breeders 'Cup juvenil, em Santa Anita, no dia 1º de novembro, mas uma lesão no pé esquerdo o obrigou a desistir da competição. Mesmo assim acabou sendo premiado como o melhor cavalo masculino com dois anos de idade em 2014, batendo o vencedor da Breeders 'Cup juvenil Texas Red. Foram 126 votos contra 111.

### 2015: Temporada de três anos de idade
Cinco meses e meio depois de sua última partida, American Pharoah começou sua segunda temporada na corrida de Rebel Stakes em 14 de março. Ele foi cotado como favorito e teve seis adversários. Pharoah liderou desde o início e venceu com uma boa vantagem de mais de 6 corpos. Quatro semana depois ele correu na mesma pista, desta vez contra sete adversários no Arkansas Derby. Pharoah se manteve em segundo durante quase toda a corrida, mas no final assumiu a liderança para vencer com oito corpos de vantagem. Após a disputa o treinador do cavalo vice-campeão descreveu o campeão como um "super cavalo".

#### Kentucky Derby 2015
No dia 2 de maio American Pharoah competiu como favorito na 141ª edição do Kentucky Derby entre 18 cavalos que alinharam para a largada em Churchill Downs. Entre seus adversários estava Dortmund, vencedor do Santa Anita Derby; Carpe Diem, que venceu o Futurity Stakes e o Blue Grass Stakes; Firing Line, vencedor do Sunland Derby; além de Upstart, que triunfou no Holy Bull Stakes. A multidão em torno do cavalo durante a caminhada para a pista perturbou o animal, que continuou se comportando mal até o local da largada. Houve uma preocupação em relação ao cavalo ter gasto toda a energia que havia guardado para a corrida.
Após o tiro de largada, Espinoza posicionou Pharoah na terceira colocação enquanto Dortmund assumia a liderança e era seguido de perto por Firing Line. Os três permaneceram assim ao longo da primeira parte da prova, mas American Pharoah reagiu bem na parte final e logo assumiu a liderança. No fim venceu com um corpo de vantagem sobre Firing Line. Espinoza, que venceu a corrida pela terceira vez, disse: "Eu me sinto como o mais sortudo mexicano na terra. Ele tem sido um cavalo especial desde a primeira vez que eu montei nele. Ele tem muito talento e é um cavalo inacreditável".

#### Preakness Stakes 2015

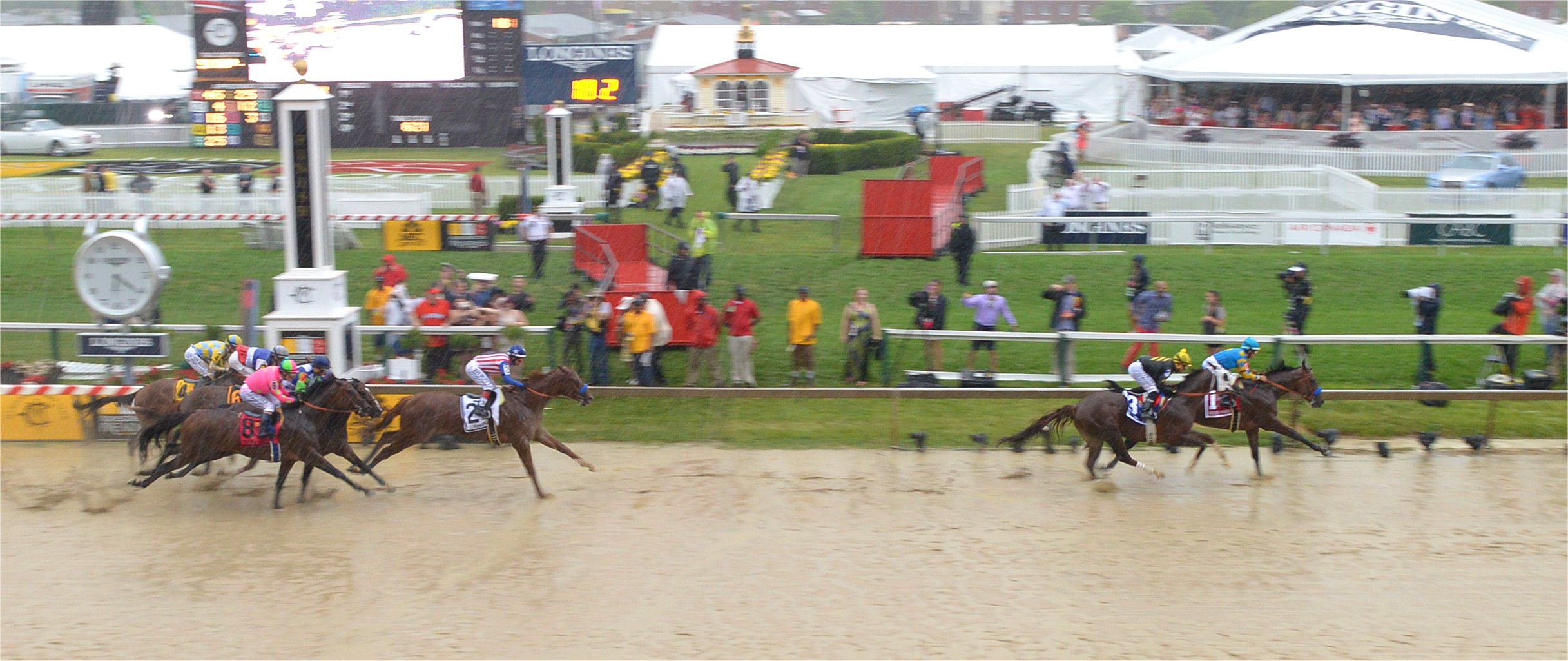
American Pharoah no Preakness 2015

Duas semanas depois de vencer o Kentucky Derby, American Pharoah entrou na segunda etapa da tríplice coroa, o Preakness Stakes 2015. Apesar de um empate no favoritismo devido à desfavorável posição número um na largada, ele foi colocado como o predileto dos apostadores algumas horas antes da saída. Nenhum cavalo havia ganho o Preakness saindo desta posição desde 1994. Nuvens escuras já indicavam e, momentos antes da corrida, o tempo mudou definitivamente e uma chuva torrencial caiu em Pimlico Race. A última vez que a prova havia sido disputada debaixo de chuva foi em 1983, e American Pharoah era o único cavalo na disputa que havia enfrentando condições semelhantes quando venceu o Rebel Stakes que também foi realizado debaixo de forte chuva.
Americano Pharoah tinha a liderança no primeiro quarto de milha e foi desafiado pelo Sr. Z no início, mas manteve a liderança ao longo da corrida. Em seguida foi a vez de Dortmund tentar ultrapassá-lo e, depois, Divining Rod, mas Pharoah acelerou na reta final e venceu com sete corpos de vantagem. O tempo final do vencedor foi de 1:58.45. Espinoza não usou muito o chicote no Preakness e disse que não sabia o quanto estava na frente porque havia muita água em seus olhos." A margem da vitória foi a sexta maior na história do Preakness. Com a vitória de Pharoah a chance de vencer a tríplice coroa ocorreu pelo segundo ano consecutivo.  Foi também o segundo ano consecutivo que Espinoza venceu tanto o Kentucky Derby quanto o Preakness Stakes e a terceira vez que o jockey vence as duas corridas. Para Baffert, foi a quarta vez em 19 anos que ele venceu as duas primeira corridas da tríplice coroa.

#### Belmont Stakes 2015
Na semana seguinte ao Preakness, a Agência Leverage foi nomeada como exclusiva para ações de marketing, patrocínio e licenciamentos voltados ao cavalo. Eles tinham funções semelhantes para o vencedor do Derby e do Preakness de 2014, que foi o Califórnia Chrome. A agência assegurou um contrato com a Monster Energy por um valor não revelado, com rumores de ser o maior patrocínio de publicidade para um único cavalo até aquele dia.
O treinador do Pharoah causou polêmica ao não levar seu cavalo para Nova York, preferindo seguir o treinamento em Churchill Downs. A justificativa de Baffert era de que o animal iria ficar mais "feliz" treinando em uma pista que ele gostava, repetindo a estratégia utilizada com o seu vencedor do Belmont Stakes de 2001. American Pharoah acabou ficando sem nenhum treino cronometrado na pista de Belmont Park. A chegada ao aeroporto de Long Island aconteceu no dia 2 de julho em uma viagem a bordo de um Boeing 727 personalizado e apelidado de "Air Horse One".
No dia 3 de junho foi definida a posição de saída número cinco para American Pharoah. Essa foi a mesma posição que o cavalo Seattle Slew saiu em 1977 quando venceu a tríplice coroa. Outros 14 vencedores do Belmont Stakes saíram desta mesma posição. Todos os outros cavalos que foram selecionados para alinhar ao seu lado já haviam sido derrotados por American Pharoah em corridas anteriores.
American Pharoah venceu o Belmont Stakes no dia 6 de junho, tornando-se o 12° cavalo a vencer a tríplice coroa e o primeiro desde 1978, colocando um fim a uma espera de 37 anos. Quando o sinal de partida tocou, American Pharoah sofreu um toque do portão, perdendo tempo na saída, mas logo se recuperou na corrida. A sua vantagem aumentou constantemente ao longo da corrida. O seu tempo final foi de 2:26:65, um recorde para a distância de 2.400 metros.
| “               | Este cavalo merece ... Ele traz alegria para quem está ao seu redor. | ” |
| — - Bob Baffert |                                                                      |   |

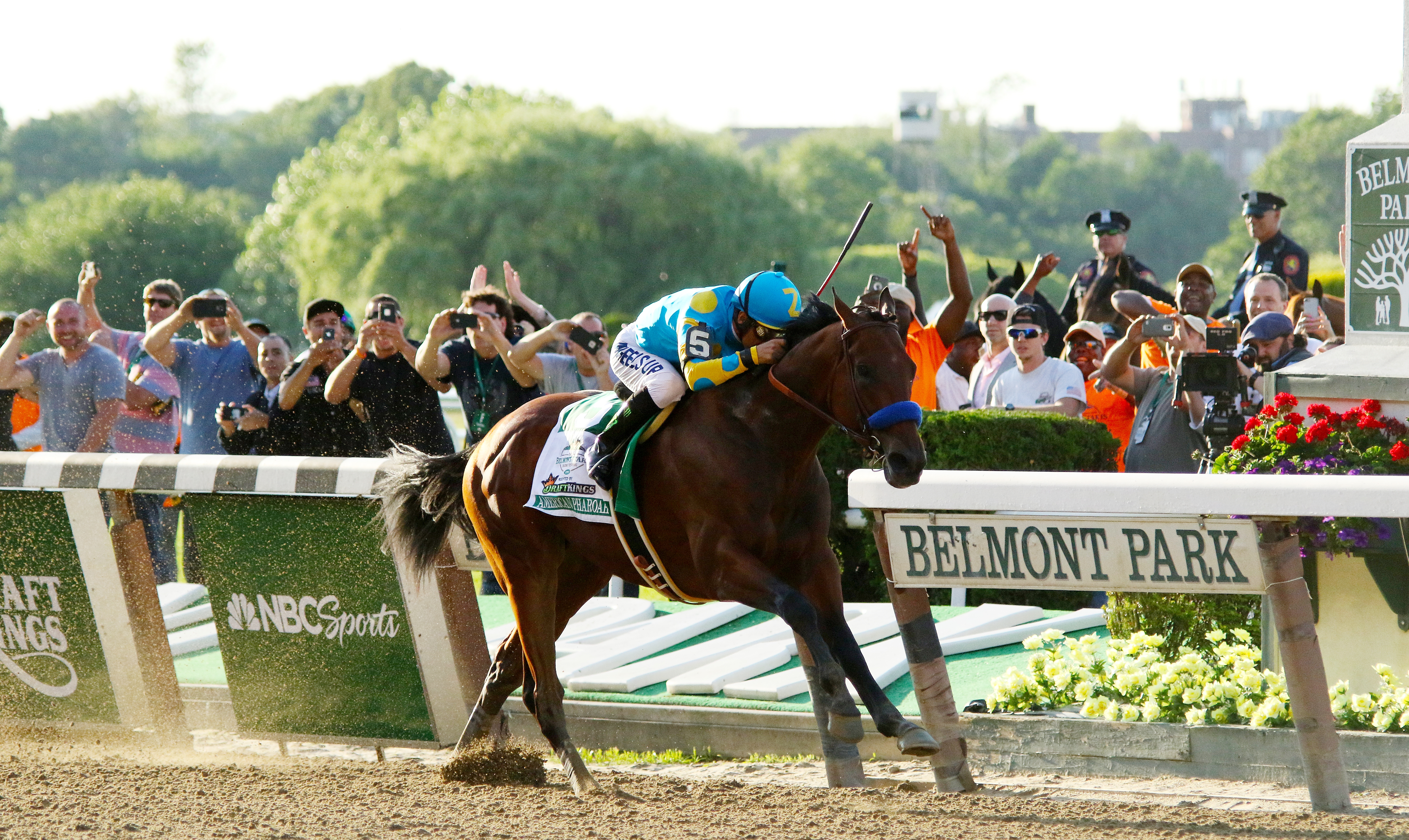
American Pharoah vence o Belmont Stakes e se torna o 12° cavalo a vencer a tríplice coroa.

Sobre a vitória, o treinador Baffert disse - "Este pequeno cavalo merece. Há algo de especial neste cavalo. Ele traz alegrias para quem está ao seu redor. Mais tarde, em uma entrevista pós-corrida, o proprietário Zayat disse que o calendário de corridas para o restante do ano seria decidido por Baffert, e que as necessidades do cavalo viriam em primeiro lugar. Ele também reconheceu a necessidade de corridas de cavalos terem "estrelas" e que eles deveriam correr enquanto podem. O plano era se aposentar no final de 2015, mas havia uma esperança de que o cavalo iria continuar a correr enquanto estivesse saudável. Seu tempo de 2:26.65 foi o sexto mais rápido na história do Belmont, o segundo mais rápido para um vencedor da Tríplice Coroa e, seu último quarto de milha executado em 24,32 segundos, foi mais de meio segundo mais rápido que Secretariat, vencedor em 1973 que estabeleceu um recorde mundial e ganhou por 31 corpos de vantagem.
Estima-se que 22 milhões de telespectadores norte-americanos assistiram a transmissão ao vivo do Belmont Stakes. Dos 94.237  bilhetes vendidos em Belmont Park, rendeu US$ 3,50 com o primeiro lugar de American Pharoah, alguns dos 90.128 prêmios permaneceram não resgatados depois da corrida, muito provavelmente mantidos como uma lembrança histórica para ser oferecido para venda no futuro.

## Estatísticas
| Data       | Idade | Distância      | Corrida               | Local           | Tempo   | Largada | Resultado | Margem       | Jockey          | Trainador   | Dono          | Ref    |
| ---------- | ----- | -------------- | --------------------- | --------------- | ------- | ------- | --------- | ------------ | --------------- | ----------- | ------------- | ------ |
| 9/08/2014  | 2     | 6+1⁄2 furlongs | Maiden Special Weight | Del Mar         | NA      | 10      | 5         | NA           | Martin Garcia   | Bob Baffert | Zayat Stables | [ 48 ] |
| 8/09/2014  | 2     | 7 furlongs     | Del Mar Futurity      | Del Mar         | 1:21.48 | 9       | 1         | 4+3⁄4 corpos | Victor Espinoza | Bob Baffert | Zayat Stables | [ 49 ] |
| 27/09/2014 | 2     | 8+1⁄2 furlongs | FrontRunner Stakes    | Santa Anita     | 1:41.95 | 10      | 1         | 3+1⁄4 corpos | Victor Espinoza | Bob Baffert | Zayat Stables | [ 50 ] |
| 14/03/2015 | 3     | 8+1⁄2 furlongs | Rebel Stakes          | Oaklawn         | 1:45.78 | 7       | 1         | 6+1⁄4 corpos | Victor Espinoza | Bob Baffert | Zayat Stables | [ 51 ] |
| 11/04/2015 | 3     | 9 furlongs     | Arkansas Derby        | Oaklawn         | 1:48.52 | 8       | 1         | 8 corpos     | Victor Espinoza | Bob Baffert | Zayat Stables | [ 52 ] |
| 2/05/2015  | 3     | 10 furlongs    | Kentucky Derby        | Churchill Downs | 2:03.02 | 18      | 1         | 1 corpo      | Victor Espinoza | Bob Baffert | Zayat Stables | [ 53 ] |
| 16/05/2015 | 3     | 9+1⁄2 furlongs | Preakness Stakes      | Pimlico         | 1:58.46 | 8       | 1         | 7 corpos     | Victor Espinoza | Bob Baffert | Zayat Stables | [ 32 ] |
| 6/06/2015  | 3     | 12 furlongs    | Belmont Stakes        | Belmont Park    | 2:26.65 | 8       | 1         | 5+1⁄2 corpos | Victor Espinoza | Bob Baffert | Zayat Stables | [ 54 ] |
| 2/08/2015  | 3     | 9 furlongs     | Haskell Invitational  | Monmouth Park   | 1:47.95 | 7       | 1         | 2+1⁄4 corpos | Victor Espinoza | Bob Baffert | Zayat Stables | [ 55 ] |
| 29/08/2015 | 3     | 10 furlongs    | Travers Stakes        | Saratoga        | 2:01.57 | 10      | 2         | 3⁄4 corpos   | Victor Espinoza | Bob Baffert | Zayat Stables | [ 56 ] |
| 31/10/2015 | 3     | 10 furlongs    | Breeders' Cup Classic | Keeneland       | 2:00.07 | 8       | 1         | 6+1⁄2 corpos | Victor Espinoza | Bob Baffert | Zayat Stables | [ 57 ] |

## Pedigree
O pedigree de American Pharoah inclui vencedores de longas distância clássicas por parte de seu pai e de velocidade por parte de sua mãe. Seu pai Pioneerof the Nile foi campeão do Santa Anita Derby e terminou em segundo lugar no Kentucky Derby de 2009.
| Pai Pioneerof the Nile (EUA) 2006 | Empire Maker (EUA) 2000      | Unbridled    | Fappiano           |
| Pai Pioneerof the Nile (EUA) 2006 | Empire Maker (EUA) 2000      | Unbridled    | Gana Facil         |
| Pai Pioneerof the Nile (EUA) 2006 | Empire Maker (EUA) 2000      | Toussaud     | El Gran Senor      |
| Pai Pioneerof the Nile (EUA) 2006 | Empire Maker (EUA) 2000      | Toussaud     | Image of Reality   |
| Pai Pioneerof the Nile (EUA) 2006 | Star of Goshen (EUA) 1994    | Lord at War  | General            |
| Pai Pioneerof the Nile (EUA) 2006 | Star of Goshen (EUA) 1994    | Lord at War  | Luna de Miel       |
| Pai Pioneerof the Nile (EUA) 2006 | Star of Goshen (EUA) 1994    | Castle Eight | Key to the Kingdom |
| Pai Pioneerof the Nile (EUA) 2006 | Star of Goshen (EUA) 1994    | Castle Eight | Her Native         |
| Mãe Littleprincessemma (EUA) 2006 | Yankee Gentleman (EUA) 1999  | Storm Cat    | Storm Bird         |
| Mãe Littleprincessemma (EUA) 2006 | Yankee Gentleman (EUA) 1999  | Storm Cat    | Terlingua          |
| Mãe Littleprincessemma (EUA) 2006 | Yankee Gentleman (EUA) 1999  | Key Phrase   | Flying Paster      |
| Mãe Littleprincessemma (EUA) 2006 | Yankee Gentleman (EUA) 1999  | Key Phrase   | Sown               |
| Mãe Littleprincessemma (EUA) 2006 | Exclusive Rosette (EUA) 1993 | Ecliptical   | Exclusive Native   |
| Mãe Littleprincessemma (EUA) 2006 | Exclusive Rosette (EUA) 1993 | Ecliptical   | Minnetonka         |
| Mãe Littleprincessemma (EUA) 2006 | Exclusive Rosette (EUA) 1993 | Zetta Jet    | Tri Jet            |
| Mãe Littleprincessemma (EUA) 2006 | Exclusive Rosette (EUA) 1993 | Zetta Jet    | Queen Zetta        |